# Culex fuscicinctus
Culex fuscicinctus är en tvåvingeart som beskrevs av King och Harry Hoogstraal 1946. Culex fuscicinctus ingår i släktet Culex och familjen stickmyggor. Inga underarter finns listade i Catalogue of Life.